# Юмрукът на яростта
„Юмрукът на яростта“ (на китайски: 精武门; на пинин: Jīng Wǔ Mén)) е хонконгски игрален филм от 1972 година, екшън на режисьора Ло Уей по негов собствен сценарий.
В центъра на сюжета е кунг фу боец в Шанхай от началото на XX век, който отмъщава за убийството на своя учител на конкурентна японска школа по бойни изкуства, свързана с организираната престъпност. Главните роли се изпълняват от Брус Лий, Нора Мяо, Чикара Хашимото, Ло Уей. Това е вторият голям филм на Лий след „Големият шеф“.